# Shoton

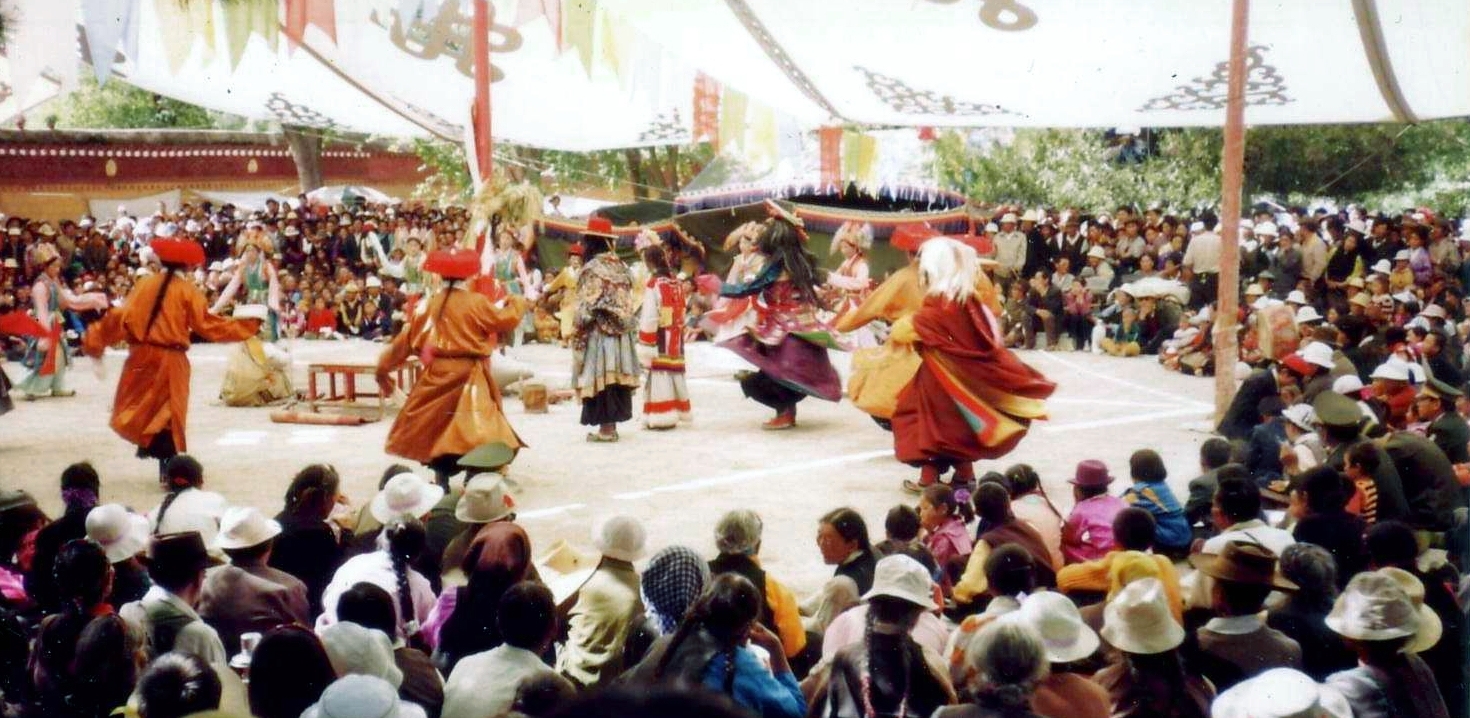
Danses lors de la fête du shoton, Norbulingka, 1993

Le shoton ( tibétain : ༄༅། ཞོ་སྟོན།, Wylie : zho ston ; chinois : 雪顿节 ; pinyin : xuědùn jié) est la « fête du yaourt » ou « fête du lait caillé » au Tibet. Le terme est transcrit par zhotön [zho ston], et parfois par shötun, shodon, ou shodun.
C'est une fête qui se tient chaque année, à une date fixée en fonction du calendrier tibétain, un calendrier de type lunaire. Elle se déroule aux monastères de Séra et de Drepung les 29e et 30e jours du 6e mois, ce qui correspond à une période à cheval sur juillet-août selon le calendrier grégorien, et le 1er jour du 7e mois à Lhassa, en août-septembre.
On pratique lors de cette fête des courses à dos de yak.

## Histoire

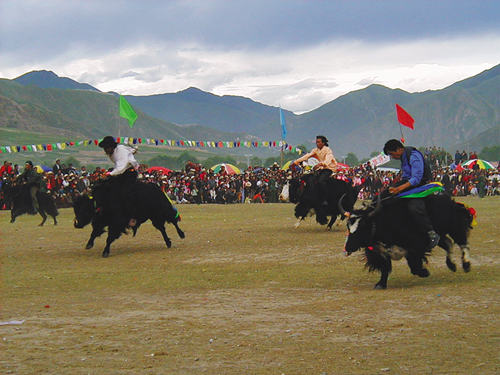
Course de yak

Avant le XVIIe siècle, c'est d'abord une activité religieuse, les moines devaient rester au temple des dizaines de jours en été et, à la fin de l'interdiction de sortie du monastère, descendaient de la montagne et recevaient des produits laitiers (yaourts) des mains des habitants.
Sous la dynastie Qing, la première mention du zho-ston apparaît en 1647 et 1648 dans l'autobiographie du 5e dalaï-lama, Lobsang Gyatso, où[pas clair] les moines effectuaient leur retraite d'été (dbyar-gnas) sous les règles du vinaya. Elle avait lieu à 'Bras-spungs, au grand monastère dge-lugs-pa, les 29e et 30e jours du 6e mois. Pendant le zho-ston se déroulaient des « chants, danses et jeux théâtraux », où le dieu protecteur du monastère se manifestait par possession de l'oracle Gnas-chung : « les pièces de théâtre étaient censées détourner l'attention d'une divinité du sol mal intentionnée envers la religion et la communauté bouddhistes ».
L'Autrichien Heinrich Harrer, qui séjourna au Tibet de 1946 à 1951, indique dans Lhassa : le Tibet disparu que chaque année, se tenait au  monastère de Drepung, situé à proximité de Lhassa, une grande fête  dénommée « Shutun ». Le point culminant de la fête était le déploiement d'un thangka, très certainement un des plus imposants du Tibet après ceux du Potala, lors du nouvel an tibétain.

## La fête du yaourt au Norbulingka
Les festivités, qui durent une semaine, sont marquées par des agapes et des libations dans le parc du Norbulingka.
La fête du yoghourt est marquée également par un festival de danses traditionnelles tibétaines et d'opéras tibétains. Heinrich Harrer indique que chaque année, pendant une semaine, des représentations théâtrales ont lieu dans le parc. Au début du XXe siècle, les troupes de théâtre prises en charge par l'État tibétain se devaient de jouer pendant les fêtes du Norbulingka. Harrer indique que les acteurs, qui appartiennent à toutes les classes de la société, jouent de l'aube au crépuscule. L'ensemble des interprètes sont des Tibétains. Les pièces sont identiques d'une année sur l'autre, les acteurs récitent leur texte accompagnés par des cymbales et des tambours, des danses parsèment ces représentations théâtrales. Harrer précise qu'il appréciait la troupe des « Gyumalungma », spécialisée dans la parodie. La satire n'épargne pas les cérémonies religieuses et les rites les plus sacrés. Le dalaï-lama assiste à ces représentations depuis le premier étage d'un pavillon, les membres du gouvernement tibétain sont situés sur un des côtés de la scène, abrités par des tentes. L'ensemble des spectateurs déjeunent sur place, des serviteurs leur offrent de la tsampa (farine d’orge grillé), du beurre et du thé fournis par les cuisines du dalaï-lama. Chaque jour, matin et soir, les troupes militaires de Lhassa, précédées de leurs fanfares, défilent dans le jardin d'été et rendent les honneurs au dalaï-lama. Harrer précise que « des milliers de Tibétains » participaient aux fêtes dans le parc. Lors de la dernière représentation de la journée, des récompenses étaient offertes aux acteurs, un représentant du dalaï-lama leur remettait une écharpe et une somme d'argent. 
Concernant ces festivités, le poète Jean Dif précise que « durant ce temps, on mange, on boit, on fait les fous, on oublie les soucis ».